# Enrico Forcella
Enrico Forcella Pelliccioni (* 18. Oktober 1907 in Monaco; † 25. Oktober 1989) war ein venezolanischer Sportschütze.

## Erfolge
Enrico Forcella nahm dreimal mit dem Kleinkalibergewehr im liegenden Anschlag an Olympischen Spielen teil. Bei den Olympischen Spielen 1960 in Rom erreichte er das Finale, in dem er 587 Punkte erzielte. Damit gewann er hinter Peter Kohnke und James Hill die Bronzemedaille. Vier Jahre darauf belegte er in Tokio den 15. Platz und kam 1968 in Mexiko-Stadt nicht über den 44. Platz hinaus. Bei den Panamerikanischen Spielen 1963 in São Paulo gewann Forcella im liegenden Anschlag mit dem Kleinkaliber die Goldmedaille.